# 尤里亞姆皮利
48°44′27″N 25°56′24″E / 48.74083°N 25.94000°E
尤里亞姆皮利（烏克蘭語：Юр'ямпіль），是烏克蘭的村落，位於該國西部捷爾諾波爾州，由喬爾特基夫區負責管轄，面積1.12平方公里，海拔高度271米，2001年人口344，人口密度每平方公里307.4人。